# Sacoué

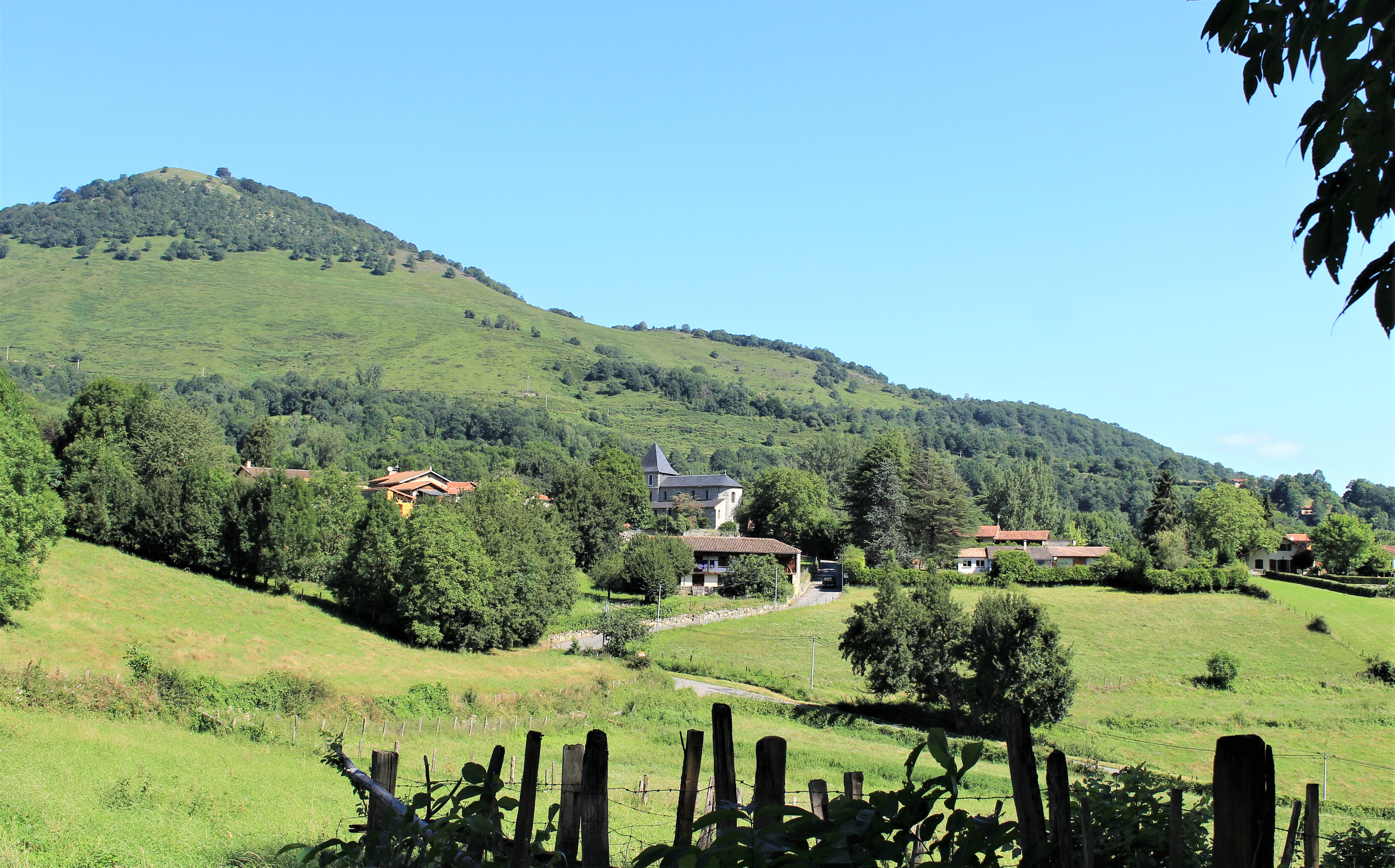
Vue en été.

Sacoué est une commune française située dans l'est du département des Hautes-Pyrénées, en région Occitanie.
Sur le plan historique et culturel, la commune est dans le pays de Comminges, correspondant à l’ancien comté de Comminges, circonscription de la province de Gascogne située sur les départements actuels du Gers, de la Haute-Garonne, des Hautes-Pyrénées et de l'Ariège. Exposée à un climat de montagne, elle est drainée par le ruisseau d'Arize, le ruisseau de Rioutord et par deux autres cours d'eau. La commune possède un patrimoine naturel remarquable composé de onze zones naturelles d'intérêt écologique, faunistique et floristique.
Sacoué est une commune rurale qui compte 84 habitants en 2022, après avoir connu un pic de population de 505 habitants en 1846..

## Géographie

### Localisation
La commune de Sacoué se trouve dans le département des Hautes-Pyrénées, en région Occitanie.
Elle se situe à 48 km à vol d'oiseau de Tarbes, préfecture du département, à 35 km de Bagnères-de-Bigorre, sous-préfecture, et à 21 km de Lannemezan, bureau centralisateur du canton de la Vallée de la Barousse dont dépend la commune depuis 2015 pour les élections départementales.
La commune fait en outre partie du bassin de vie de Montréjeau.
Les communes les plus proches sont : 
Gaudent (0,7 km), Gembrie (0,9 km), Bramevaque (1,5 km), Antichan (1,7 km), Créchets (1,9 km), Troubat (1,9 km), Anla (2,2 km), Aveux (2,5 km).
Sur le plan historique et culturel, Sacoué fait partie du pays de Comminges, correspondant à l’ancien comté de Comminges, circonscription de la province de Gascogne située sur les départements actuels du Gers, de la Haute-Garonne, des Hautes-Pyrénées et de l'Ariège.
| Générest | Saint-Bertrand-de-Comminges (Haute-Garonne) | Gaudent    |
| Seich    | Sacoué                                      | Gembrie    |
| Nistos   | Ferrère, Ourde                              | Bramevaque |

### Hydrographie
La commune est dans le bassin versant de la Garonne, au sein du bassin hydrographique Adour-Garonne. Elle est drainée par le ruisseau d'Arize, le ruisseau de Rioutord, le ruisseau de bassiès et par un petit cours d'eau, constituant un réseau hydrographique de 6 km de longueur totale,.

### Climat
La commune jouit d'un climat montagnard caractérisé par des étés doux (température moyenne de 25 °C) et des périodes de beaux temps. Parfois des orages éclatent sous forme de fortes averses, imprévues et violentes. Quant aux hivers, ils sont frais ou froids avec des températures de 3 °C en moyenne, et souvent humides avec de fréquentes dépressions en provenance de l'Atlantique amenant de la pluie.
| Mois                              | jan.  | fév.  | mars  | avril | mai   | juin  | jui.  | août  | sep.  | oct.  | nov.  | déc.  | année   |
| --------------------------------- | ----- | ----- | ----- | ----- | ----- | ----- | ----- | ----- | ----- | ----- | ----- | ----- | ------- |
| Température minimale moyenne (°C) | 1     | 2     | 4     | 6     | 9     | 13    | 15    | 15    | 12    | 9     | 4     | 2     | 7,7     |
| Température moyenne (°C)          | 5,2   | 5,6   | 8,4   | 10,1  | 13,8  | 17,8  | 18,6  | 18,8  | 16,4  | 13,5  | 7,5   | 5,5   | 11,8    |
| Température maximale moyenne (°C) | 10    | 11    | 14    | 15    | 19    | 22    | 25    | 25    | 23    | 19    | 14    | 11    | 17,3    |
| Ensoleillement (h)                | 108,8 | 118,8 | 155,6 | 157,2 | 181,3 | 191,5 | 215,5 | 196,4 | 194,5 | 164,4 | 124,4 | 104,4 | 1 912,8 |
| Précipitations (mm)               | 98,6  | 63,3  | 99    | 108,2 | 137   | 87,1  | 72,6  | 70,5  | 69,5  | 81,9  | 101,4 | 97,4  | 1 086   |

### Milieux naturels et biodiversité
L’inventaire des zones naturelles d'intérêt écologique, faunistique et floristique (ZNIEFF) a pour objectif de réaliser une couverture des zones les plus intéressantes sur le plan écologique, essentiellement dans la perspective d’améliorer la connaissance du patrimoine naturel national et de fournir aux différents décideurs un outil d’aide à la prise en compte de l’environnement dans l’aménagement du territoire.
Sept ZNIEFF de type 1 sont recensées sur la commune :
- le « Col de Mortis et pic de Cau » (191 ha), couvrant 5 communes dont une dans la Haute-Garonne et quatre dans les Hautes-Pyrénées[10] ;
- les « forêts du Nistos et pic de Mont Aspet » (2 169 ha), couvrant 6 communes du département[11] ;
- « l'Ourse et ses affluents de Ferrère à Izaourt » (85 ha), couvrant 18 communes du département[12] ;
- le « massif de la Barousse » (6 802 ha), couvrant 12 communes dont deux dans la Haute-Garonne et dix dans les Hautes-Pyrénées[13] ;
- les « milieux forestiers, rocheux et humides du vallon d'Arize » (1 333 ha), couvrant 6 communes du département[14] ;
- les « montagnes de Saint-Bertrand-de-Comminges et de Tibiran-Jaunac » (1 613 ha), couvrant 8 communes dont une dans la Haute-Garonne et sept dans les Hautes-Pyrénées[15] ;
- le « vallon de Sarroumagna, bois du Pradet et soulane d'Ourde » (614 ha), couvrant 6 communes du département[16] ;

et quatre ZNIEFF de type 2, : 
- les « Garonne amont, Pique et Neste » (1 788 ha), couvrant 112 communes dont 42 dans la Haute-Garonne et 70 dans les Hautes-Pyrénées[17] ;
- le « massif de la Barousse et chaînon du sommet d´Antenac au cap de Pouy de Hourmigué » (15 691 ha), couvrant 33 communes dont 18 dans la Haute-Garonne et 15 dans les Hautes-Pyrénées[18] ;
- les « montagnes sèches et rocheuses en rives gauche et droite de l'Ourse et à Saint-Bertrand-de-Comminges » (5 147 ha), couvrant 24 communes dont deux dans la Haute-Garonne et 22 dans les Hautes-Pyrénées[19];
- le « piémont calcaire, forestier et montagnard du Nistos en rive droite de la Neste » (15 195 ha), couvrant 26 communes dont une dans la Haute-Garonne et 25 dans les Hautes-Pyrénées[20].

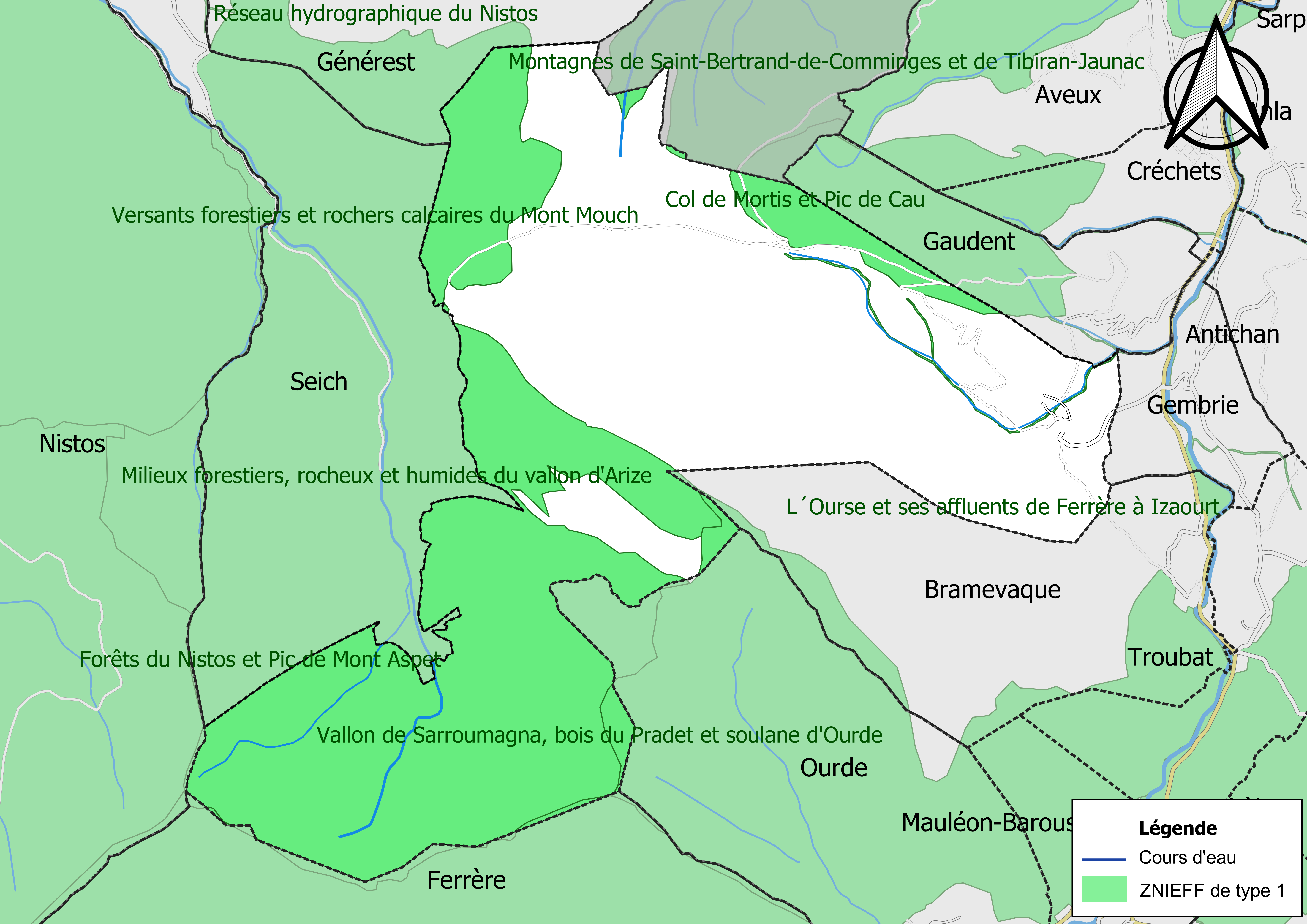
Carte des ZNIEFF de type 1 sur la commune.
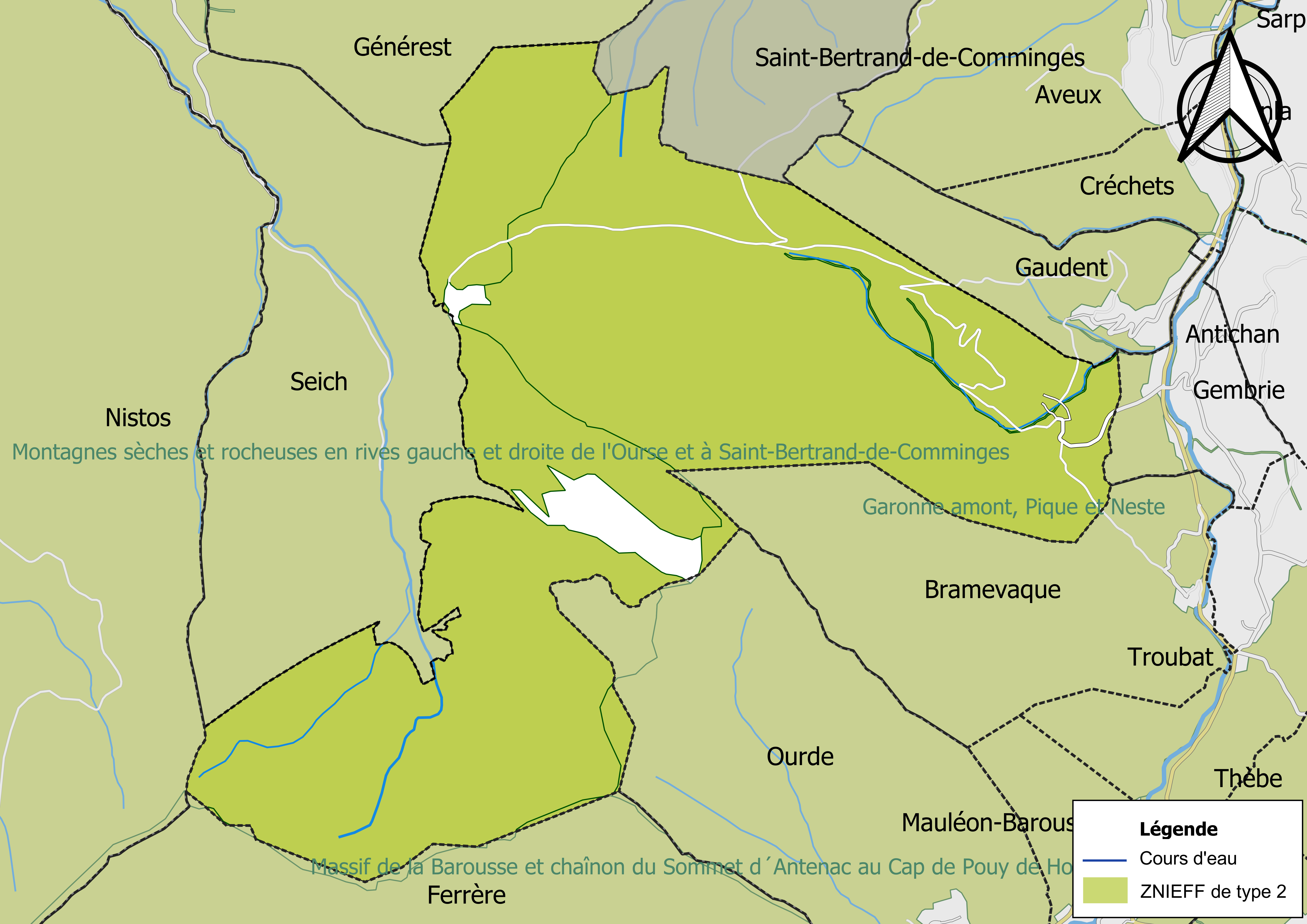
Carte des ZNIEFF de type 2 sur la commune.

## Urbanisme

### Typologie
Au 1er janvier 2024, Sacoué est catégorisée commune rurale à habitat dispersé, selon la nouvelle grille communale de densité à sept niveaux définie par l'Insee en 2022.
Elle est située hors unité urbaine et hors attraction des villes,.

### Occupation des sols
L'occupation des sols de la commune, telle qu'elle ressort de la base de données européenne d’occupation biophysique des sols Corine Land Cover (CLC), est marquée par l'importance des forêts et milieux semi-naturels (89,2 % en 2018), en augmentation par rapport à 1990 (88,2 %). La répartition détaillée en 2018 est la suivante : 
forêts (84,1 %), zones agricoles hétérogènes (8,5 %), milieux à végétation arbustive et/ou herbacée (5 %), mines, décharges et chantiers (2,3 %).
L'IGN met par ailleurs à disposition un outil en ligne permettant de comparer l’évolution dans le temps de l’occupation des sols de la commune (ou de territoires à des échelles différentes). Plusieurs époques sont accessibles sous forme de cartes ou photos aériennes : la carte de Cassini (XVIIIe siècle), la carte d'état-major (1820-1866) et la période actuelle (1950 à aujourd'hui).

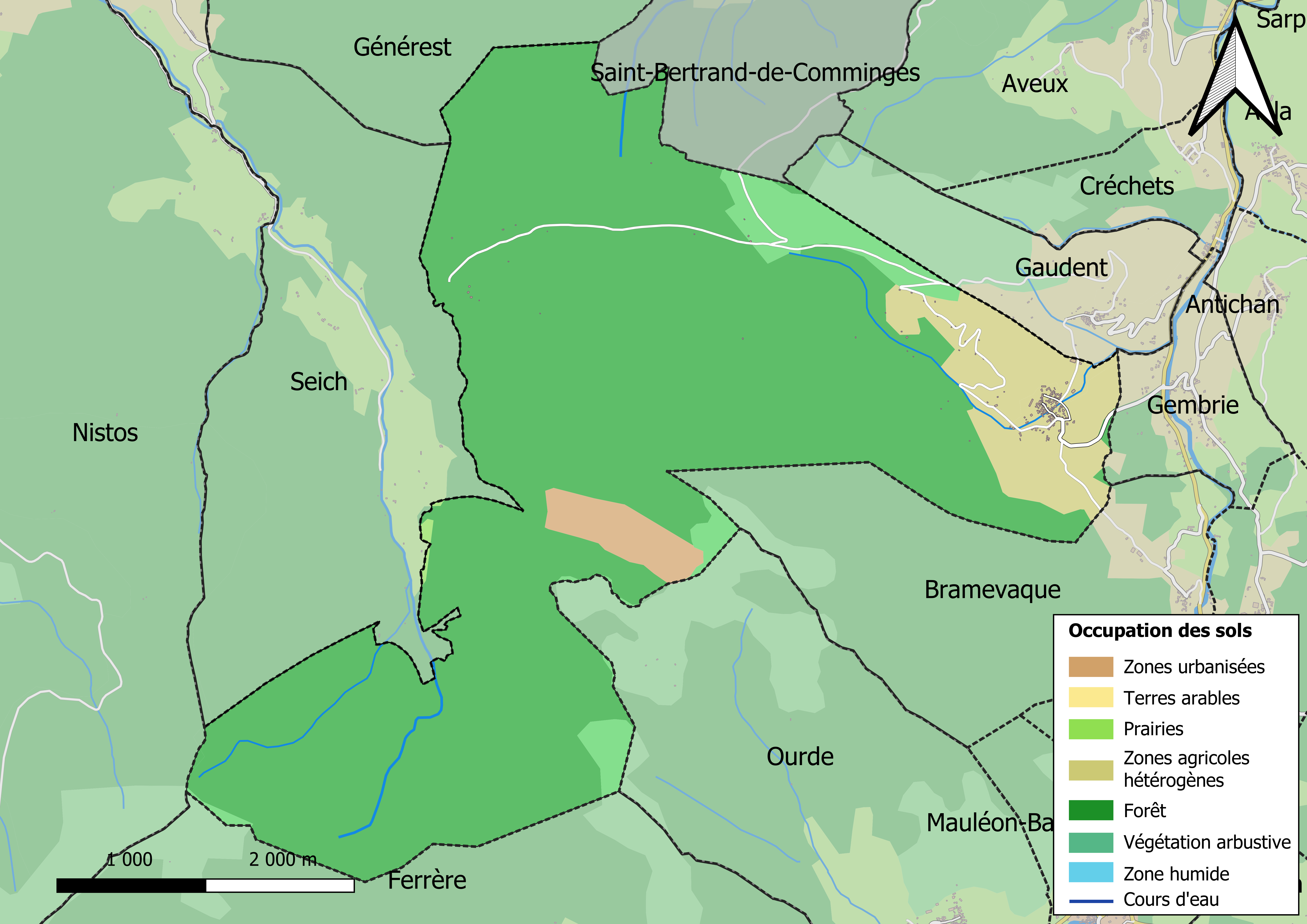
Carte des infrastructures et de l'occupation des sols en 2018 (CLC) de la commune.
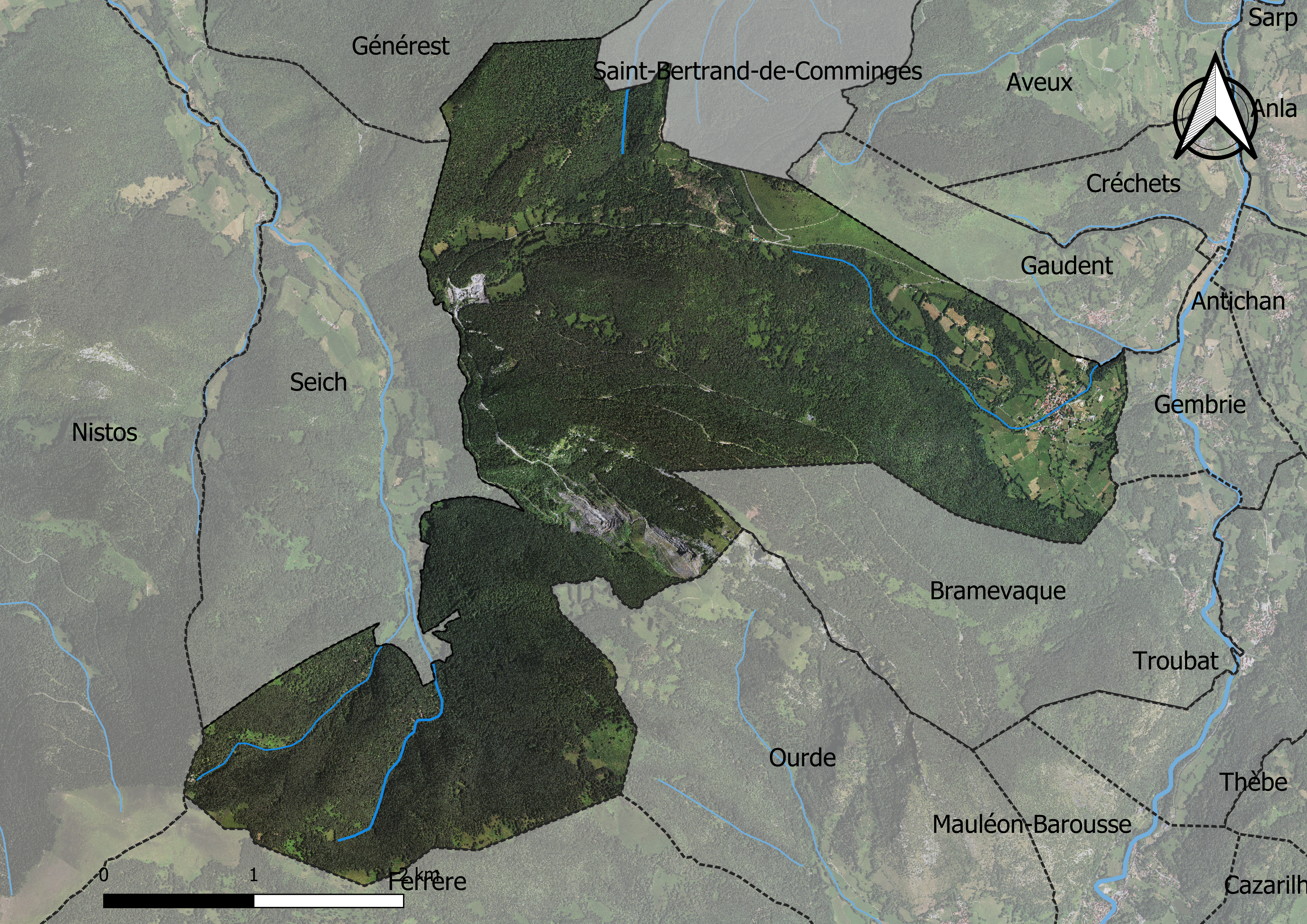
Carte orthophotogrammétrique de la commune.

### Logement
En 2012, le nombre total de logements dans la commune est de 70.
Parmi ces logements, 55,0 % sont des résidences principales, 36,0 % des résidences secondaires et 9,0 % des logements vacants.

### Voies de communication et transports
Cette commune est desservie par la route départementale D 125.

### Risques majeurs
Le territoire de la commune de Sacoué est vulnérable à différents aléas naturels : météorologiques (tempête, orage, neige, grand froid, canicule ou sécheresse), feux de forêts, mouvements de terrains et séisme (sismicité moyenne). Un site publié par le BRGM permet d'évaluer simplement et rapidement les risques d'un bien localisé soit par son adresse soit par le numéro de sa parcelle.
Sacoué est exposée au risque de feu de forêt. Un plan départemental de protection des forêts contre les incendies a été approuvé par arrêté préfectoral le 21 avril 2020 pour la période 2020-2029. Le précédent couvrait la période 2007-2017. L’emploi du feu est régi par deux types de réglementations. D’abord le code forestier et l’arrêté préfectoral du 27 octobre 2014, qui réglementent l’emploi du feu à moins de 200 m des espaces naturels combustibles sur l’ensemble du département. Ensuite celle établie dans le cadre de la lutte contre la pollution de l’air, qui interdit le brûlage des déchets verts des particuliers. L’écobuage est quant à lui réglementé dans le cadre de commissions locales d’écobuage (CLE)

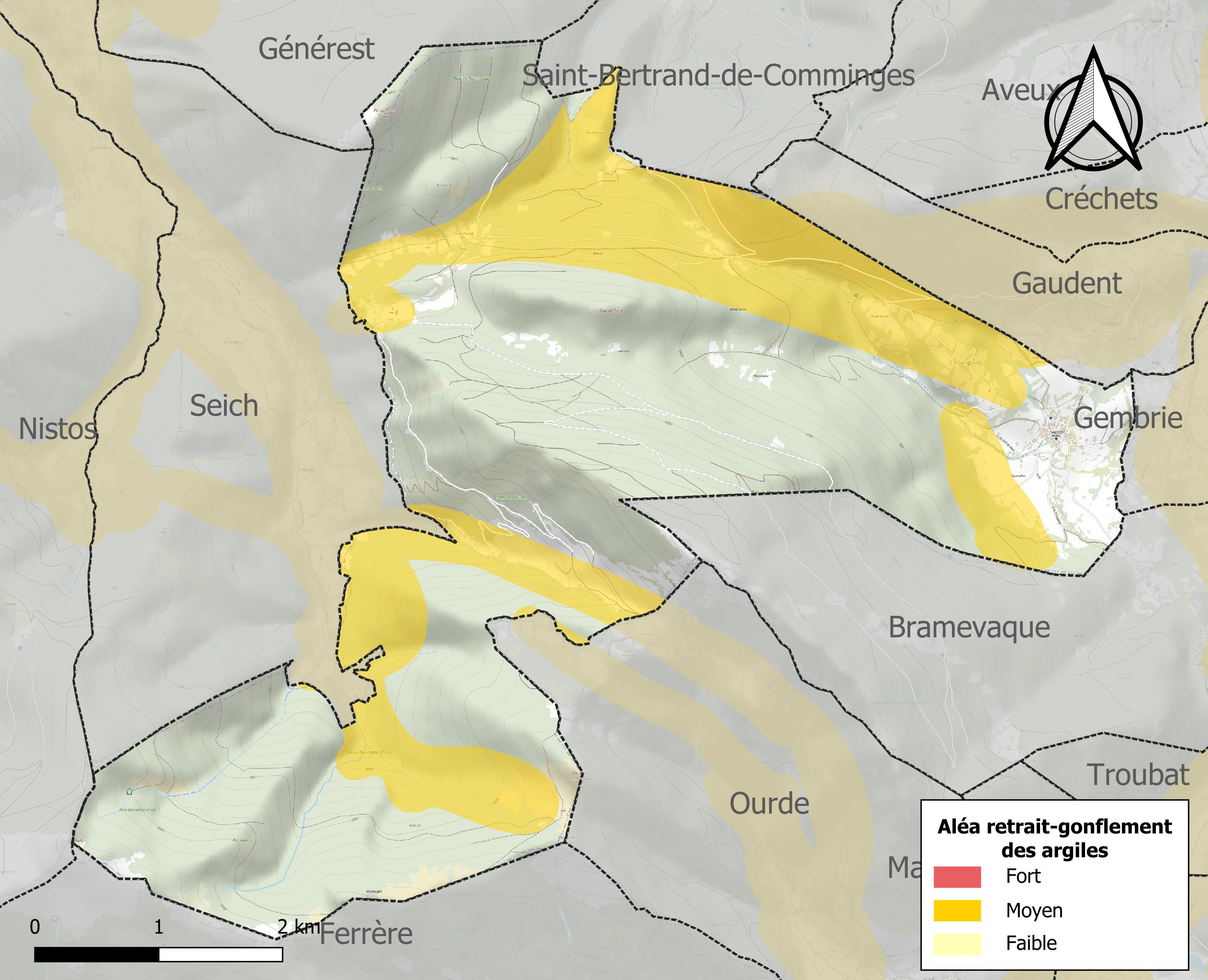
Carte des zones d'aléa retrait-gonflement des sols argileux de Sacoué.

Les mouvements de terrains susceptibles de se produire sur la commune sont des tassements différentiels.
Le retrait-gonflement des sols argileux est susceptible d'engendrer des dommages importants aux bâtiments en cas d’alternance de périodes de sécheresse et de pluie. 30,9 % de la superficie communale est en aléa moyen ou fort (44,5 % au niveau départemental et 48,5 % au niveau national). Sur les 64 bâtiments dénombrés sur la commune en 2019, 2 sont en aléa moyen ou fort, soit 3 %, à comparer aux 75 % au niveau départemental et 54 % au niveau national. Une cartographie de l'exposition du territoire national au retrait gonflement des sols argileux est disponible sur le site du BRGM,.
Par ailleurs, afin de mieux appréhender le risque d’affaissement de terrain, l'inventaire national des cavités souterraines permet de localiser celles situées sur la commune.
La commune a été reconnue en état de catastrophe naturelle au titre des dommages causés par les inondations et coulées de boue survenues en 1982, 1999 et 2009. Concernant les mouvements de terrains, la commune a été reconnue en état de catastrophe naturelle au titre des dommages causés par des mouvements de terrain en 1999.

## Toponymie

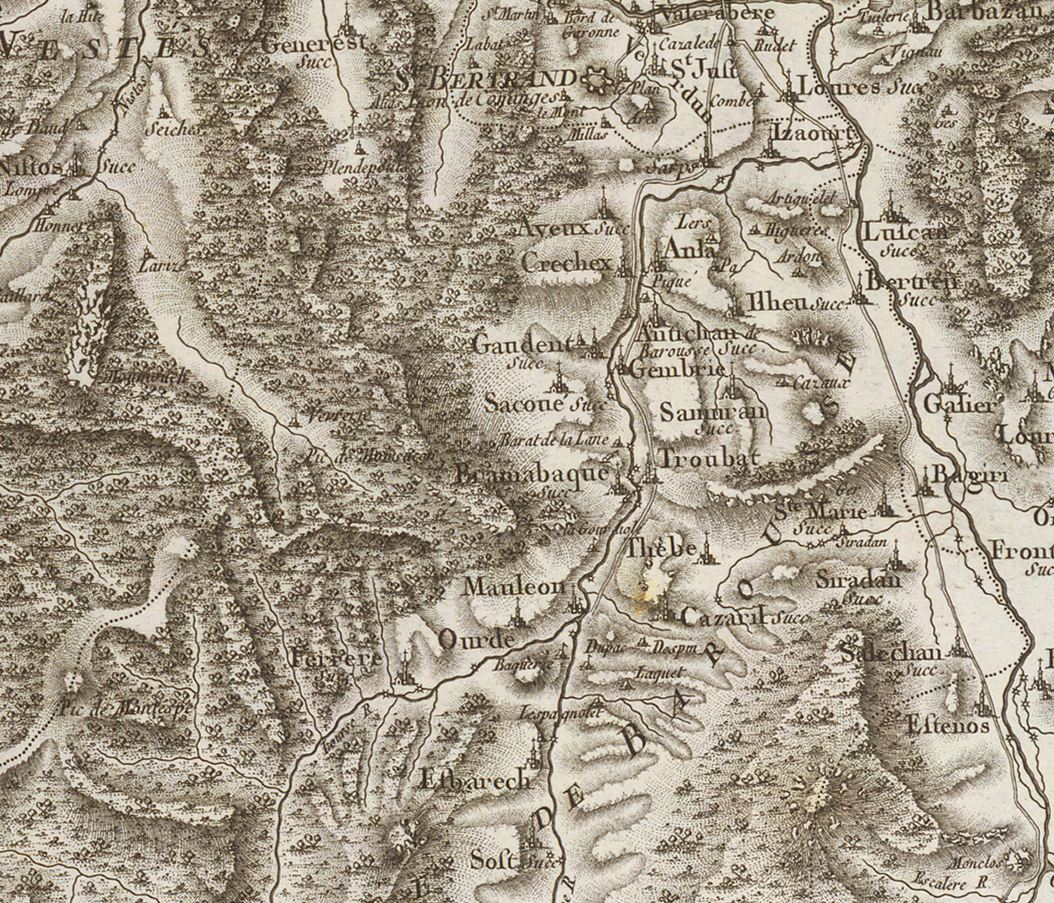
Extrait de la carte de Cassini (entre 1756 et 1789) situant Sacoué au nord-ouest de Mauléon-Barousse.

Les principales informations se trouvent dans le Dictionnaire toponymique des communes des Hautes-Pyrénées de Michel Grosclaude et Jean-François Le Nail qui rapporte les dénominations historiques du village :
Dénominations historiques :
- De Saquo, latin (1387 pouillé du Comminges) ;
- Sacoüé (1767, Larcher, cartulaire Comminges) ;
- Sacouë (1790, Département 1) ;
- Sacoué, fin XVIIIe siècle, carte de Cassini.

Nom occitan : Sàcoe.

## Histoire

### Époque contemporaine
Sur le flanc du pic de Douly, sommet qui marque la limite entre les communes de Nistos, Ferrère et Sacoué se trouve un cimetière anglo-canadien.
Dans la nuit du 13 au 14 juillet 1944, un avion quadrimoteur Halifax chargé de ravitailler en armes et en équipements la résistance locale s'écrase après avoir décollé de Blida, en Algérie. Les sept membres de l'équipage, le pilote Canadien et six Anglais trouvent la mort et sont enterrés clandestinement le 18 juillet par les Résistants.

### Cadastre napoléonien de Sacoué
Le plan cadastral napoléonien de Sacoué est consultable sur le site des archives départementales des Hautes-Pyrénées.

## Politique et administration

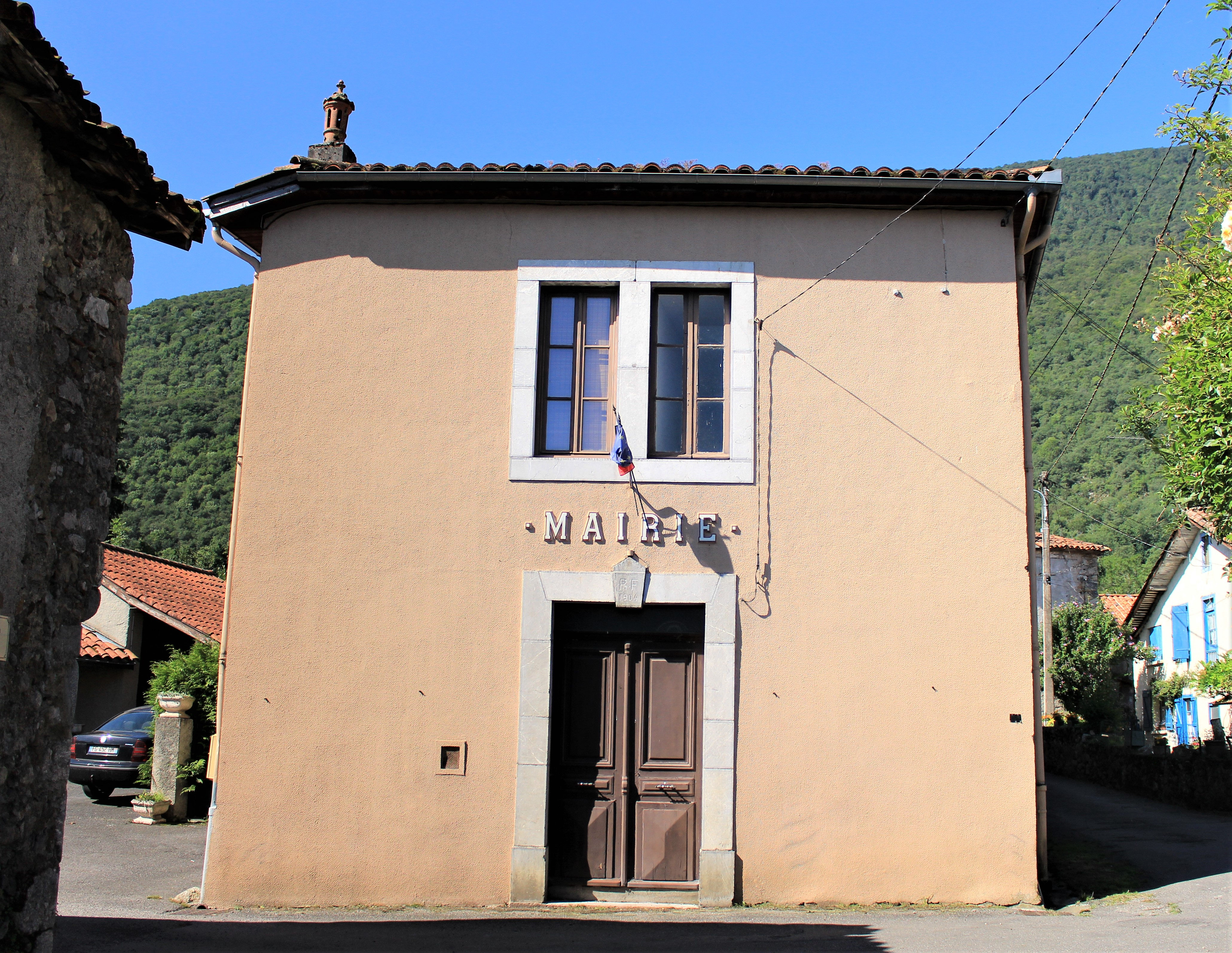
La mairie en 2023.

### Liste des maires
| Période                                  | Période   | Identité          | Étiquette | Qualité |
| ---------------------------------------- | --------- | ----------------- | --------- | ------- |
| Les données manquantes sont à compléter. |           |                   |           |         |
|                                          |           |                   |           |         |
| mars 2001                                | mars 2014 | Yvette Campan     |           |         |
| mars 2014                                | En cours  | Jean-Paul Cavanac |           |         |

### Rattachements administratifs et électoraux

#### Historique administratif
Sénéchaussée d'Auch, pays des Quatre-Vallées, Vallée de la Barousse, canton de  Barousse (1801-2014). Perd sa section d'Arize rattachée à Seich.

#### Intercommunalité
Sacoué appartient à la communauté de communes Neste Barousse créée en janvier 2017 et qui réunit 43 communes.

## Population et société

### Démographie

#### Évolution démographique
| 1793 | 1800 | 1806 | 1821 | 1831 | 1836 | 1841 | 1846 | 1851 |
| ---- | ---- | ---- | ---- | ---- | ---- | ---- | ---- | ---- |
| 293  | 216  | 322  | 187  | 444  | 461  | 502  | 505  | 486  |

| 1856 | 1861 | 1866 | 1872 | 1876 | 1881 | 1886 | 1891 | 1896 |
| ---- | ---- | ---- | ---- | ---- | ---- | ---- | ---- | ---- |
| 433  | 470  | 478  | 418  | 412  | 377  | 359  | 306  | 291  |

| 1901 | 1906 | 1911 | 1921 | 1926 | 1931 | 1936 | 1946 | 1954 |
| ---- | ---- | ---- | ---- | ---- | ---- | ---- | ---- | ---- |
| 266  | 259  | 232  | 196  | 180  | 197  | 149  | 92   | 82   |

| 1962 | 1968 | 1975 | 1982 | 1990 | 1999 | 2005 | 2006 | 2010 |
| ---- | ---- | ---- | ---- | ---- | ---- | ---- | ---- | ---- |
| 102  | 65   | 51   | 46   | 46   | 54   | 61   | 62   | 86   |

| 2015 | 2020 | 2022 | - | - | - | - | - | - |
| ---- | ---- | ---- | - | - | - | - | - | - |
| 64   | 80   | 84   | - | - | - | - | - | - |

### Enseignement
La commune dépend de l'académie de Toulouse. Elle ne dispose plus d'école en 2019.

## Économie

### Emploi
|                | 2008  | 2013   | 2018   |
| -------------- | ----- | ------ | ------ |
| Commune        | 9,5 % | 10,9 % | 10,4 % |
| Département    | 7,7 % | 9,4 %  | 9,8 %  |
| France entière | 8,3 % | 10 %   | 10 %   |

En 2018, la population âgée de 15 à 64 ans s'élève à 41 personnes, parmi lesquelles on compte 77,1 % d'actifs (66,7 % ayant un emploi et 10,4 % de chômeurs) et 22,9 % d'inactifs,. Depuis 2008, le taux de chômage communal (au sens du recensement) des 15-64 ans est supérieur à celui de la France et du département.
La commune est hors attraction des villes,. Elle compte 14 emplois en 2018, contre 20 en 2013 et 7 en 2008. Le nombre d'actifs ayant un emploi résidant dans la commune est de 27, soit un indicateur de concentration d'emploi de 51,7 % et un taux d'activité parmi les 15 ans ou plus de 61,3 %.
Sur ces 27 actifs de 15 ans ou plus ayant un emploi, 8 travaillent dans la commune, soit 28 % des habitants. Pour se rendre au travail, 78,1 % des habitants utilisent un véhicule personnel ou de fonction à quatre roues, 3,1 % les transports en commun, 6,3 % s'y rendent en deux-roues, à vélo ou à pied et 12,5 % n'ont pas besoin de transport (travail au domicile).

## Culture locale et patrimoine

### Lieux et monuments
- Église Saint-Jean-l'Évangéliste.

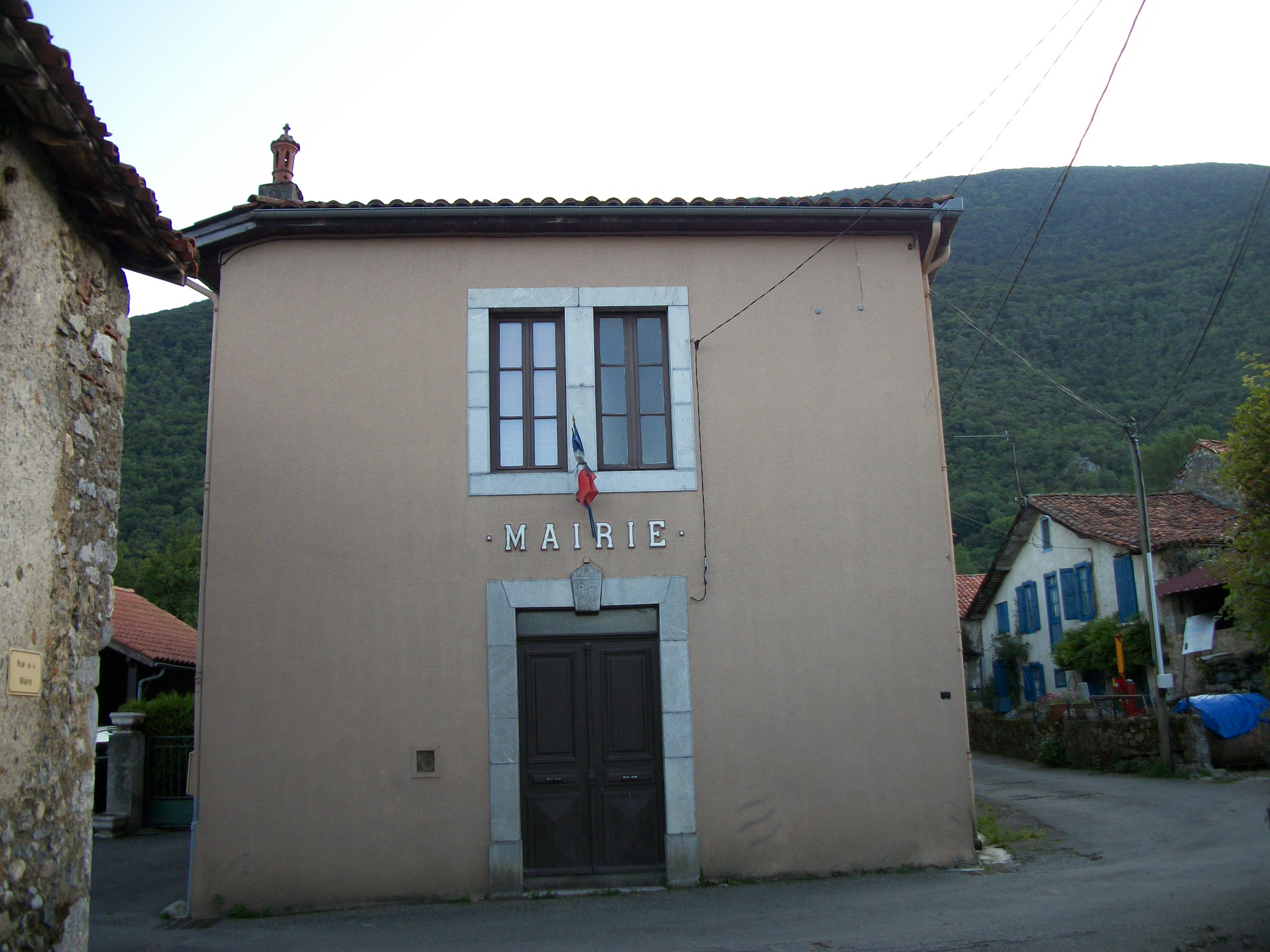
La mairie.
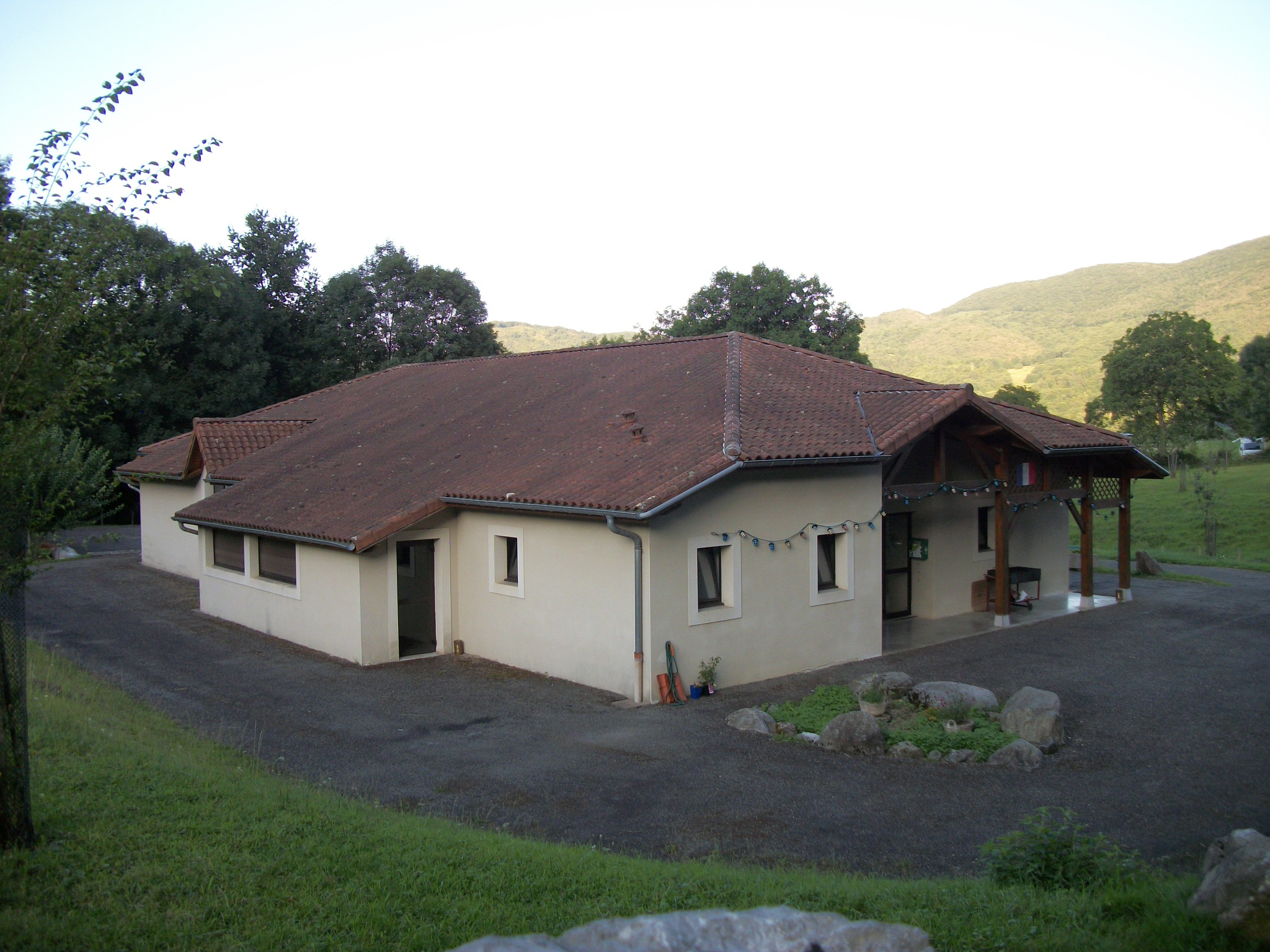
Salle des fêtes communale.

- Anciens abreuvoirs.
- Ancien lavoir.
- Grange ancienne.

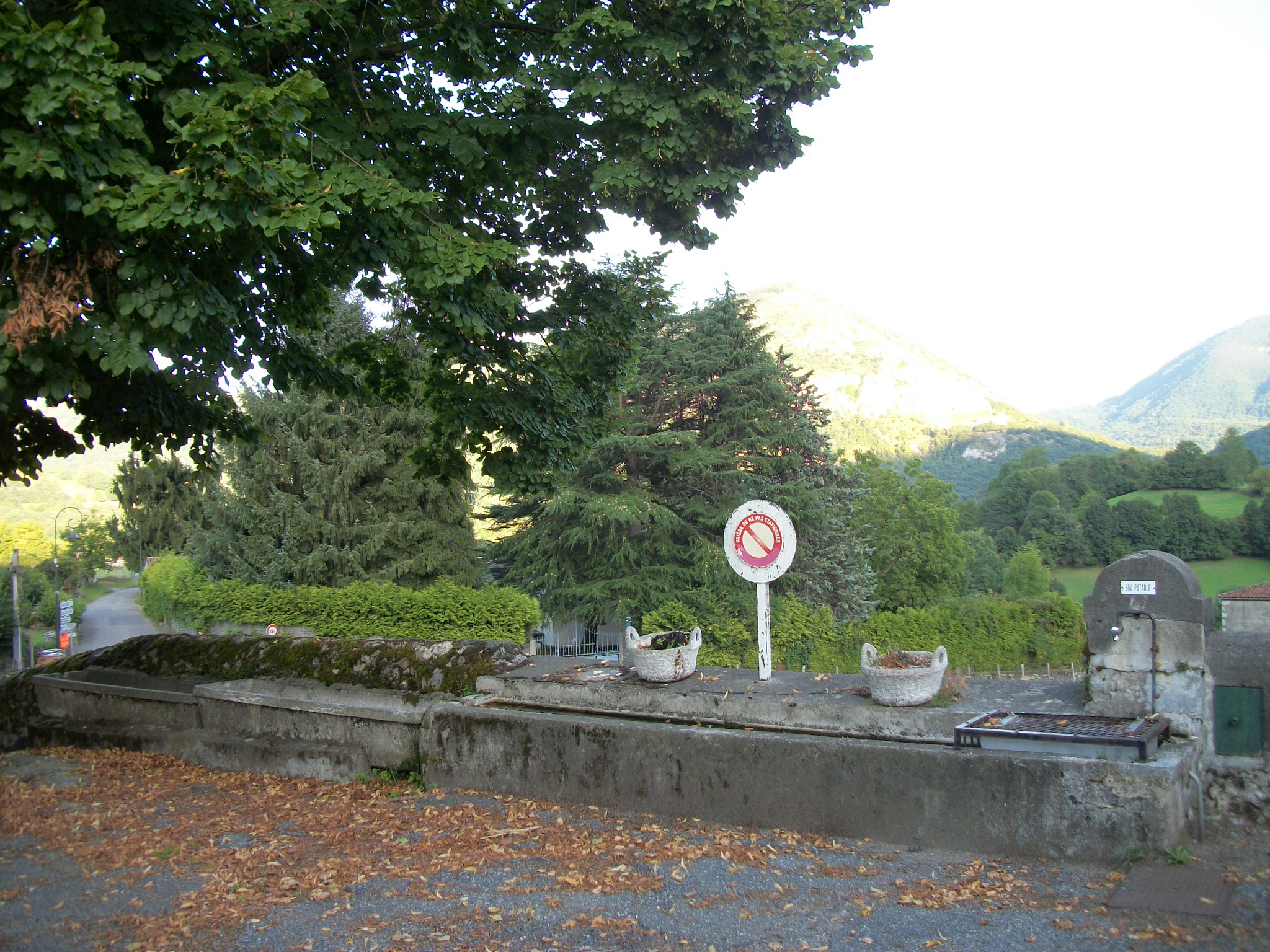
Un ancien abreuvoir avec un robinet d'eau potable en face de l'église.
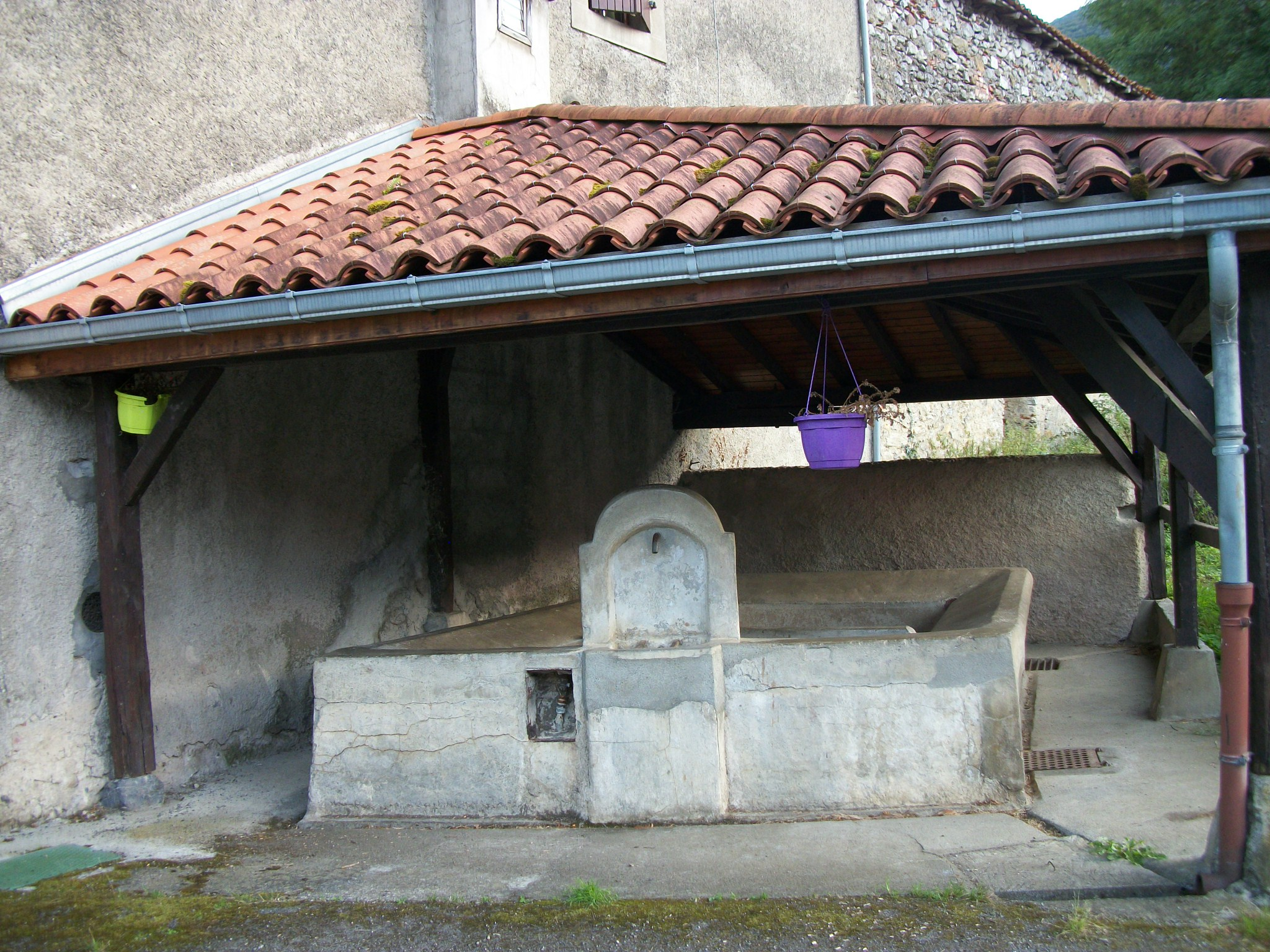
Un ancien lavoir.
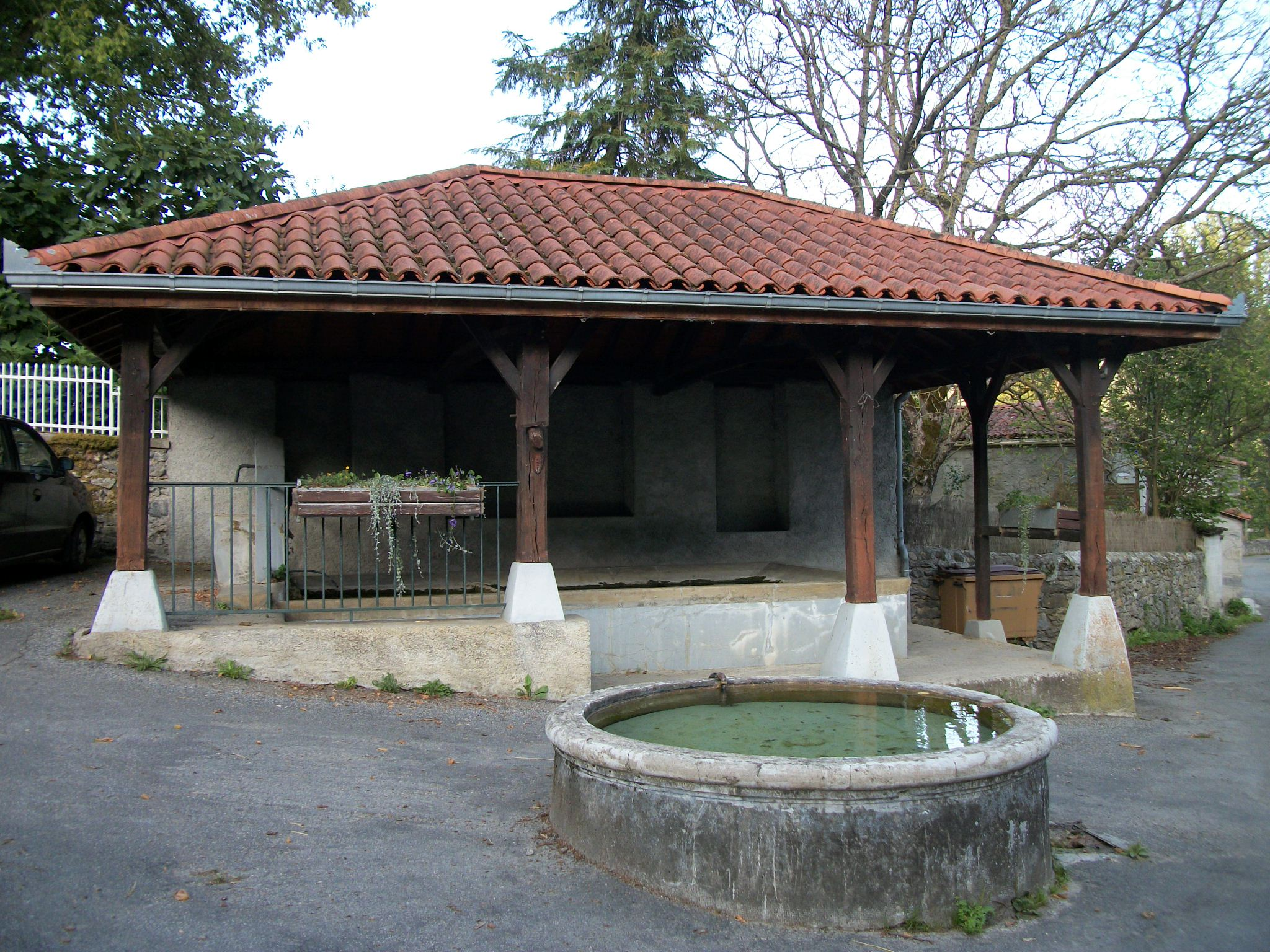
Un ancien lavoir et un ancien abreuvoir rond.

### Héraldique
| Blason | Blasonnement : |